# Jean VIII (pape)
Pour les articles homonymes, voir Jean VIII.
Jean VIII, né à Rome vers 820, est le 107e pape de l'Église catholique, du 14 décembre 872 au 16 décembre 882. Il est surtout connu pour ses interventions pacificatrices en direction de l'Église de Constantinople pour mettre fin au schisme de Photios.

## Biographie
Il est archidiacre de Rome avant d'être élu pape le 14 décembre 872. Son élection fait l'objet d'une vive opposition de la part de Formose, futur pape. Bien qu'assez âgé au moment de sa montée sur le trône de saint Pierre, il se révèle un pape énergique, à l'image du pape Nicolas Ier.
Il écrit en 873 la lettre Unum est aux princes de Sardaigne, leur enjoignant d'affranchir les esclaves vendus par des Grecs. Il écrit : « C'est pourquoi Nous vous exhortons et Nous vous commandons, avec un amour paternel, si vous leur avez acheté des captifs, de les laisser aller libres, pour le salut de votre âme. » Étienne Baluze rapporte, dans ses « Mélanges », que Jean VIII aurait demandé à l'évêque Annon de Freising, de lui procurer un orgue, alors un instrument nouveau, et un organiste pour sa cour de Rome.
Surnommé le « Recteur de l'Europe », il sait éviter un schisme avec l'Empire byzantin : lors du concile de Constantinople de 879, il accepte de reconnaître la légitimité du patriarcat de Photios Ier. Il accepte également, par mesure d'économie, de ne pas faire réciter le Credo avec le Filioque. Il réitère l'autorisation, donnée par Adrien II, de célébrer la liturgie en langue slavonne et accorde aux deux missionnaires historiques en terre slave, Cyrille et Méthode, notamment à Méthode en Moravie, un certificat d'orthodoxie catholique.
La mort de l'empereur d'Occident Louis II le Jeune lui fournit une occasion de réaffirmer l'autorité supérieure de la papauté par rapport à celle de l'Empire, et de montrer que l'empereur, autorité civile, dépend d'elle, et non pas le contraire. Louis II, n'ayant pas eu d'enfant, son plus proche parent mâle était Carloman de Bavière, fils du roi Louis le Germanique, et il l'avait désigné comme son héritier. Jean VIII en décide autrement : il appelle Charles II le Chauve à Rome, le sacre et le couronne le 25 décembre 875. Cependant, à la suite de la mort de Louis le Germanique, Charles se trouve en position difficile. Rappelé par Jean VIII menacé en Italie, Charles II meurt en passant les Alpes en 877.
En 877, Adalgaire, évêque d'Autun, obtient du pape Jean VIII, sur recommandations de Charles II le Chauve, l'intégration des revenus de l'abbaye Saint-Pierre de Flavigny-sur-Ozerain et de la seigneurie d'Alise dans ceux de l'évêque.
Au printemps 878, le pape Jean VIII, en grand danger à Rome, politiquement parlant, doit fuir l'Italie pour ne pas y subir des pressions de quelque parti que ce soit ; il est accueilli avec vénération à Arles par le roi de Bourgogne Boson de Provence et l'archevêque d'Arles, Rostang (870–913), avant d'assister au concile de Troyes en 878, où il propose la couronne d'Italie au roi des Francs Louis le Bègue, qui décline l'offre, puis à Boson, qui échoue dans cette tentative. C'est au cours de ce voyage que le pape séjourne 20 jours à l'abbaye Saint-Marcel-lès-Chalon et se fait voler sa mule. Le 28 octobre 878, il consacre l'église de l'abbaye Saint-Pierre de Flavigny-sur-Ozerain.
Quelques années plus tard, en 881, Jean VIII fait enfin couronner empereur Charles III le Gros, roi de la Francie orientale. Cependant, cette politique connaît encore une fois l'échec : les circonstances très difficiles du règne de Charles III le Gros contribuent à sa déposition en 887.
De retour à Rome le 15 décembre 882, le pape Jean VIII meurt le lendemain. Les Annales de Fulda disent qu'il aurait été d'abord empoisonné par ses ennemis romains ; il a été achevé de plusieurs coups de marteau sur le crâne. À la suite de cet attentat, il serait donc le premier pape à avoir été assassiné.

## Actes pontificaux

### Lettres apostoliques
Jean VIII écrit, entre autres actes, la mémorable lettre apostolique Unum est, en 873 au prince de Sardaigne, citée plus haut, lui enjoignant d'affranchir les esclaves vendus en Italie par des Grecs.

### Bulles
(Liste chronologique non exhaustive)
- 878  - « Privilegium Sancti Marcelli martyris », bulle concernant Florey et Bouzeron au profit de l'abbaye Saint-Marcel-lès-Chalon[10].